# Моноспитовско блато
Моноспитовското блато (на македонска литературна норма: Моноспитовско Блато) е мочурище южно от струмишкото село Моноспитово, Северна Македония. Блатото е разположено в долината на Стара река, която заедно със Струма и река Турия тече през Струмишката котловина. Предполага се, че блатото е остатък от бивше голямо езеро.
Блатото се намира на надморска височина от 240 метра и е с богата флора и фауна. Има площ около 400 хектара и е заобиколено от много видове дървета, папрати, тръстика и други.
В 20-те години на XX век Моноспитовското блато е използвано често за база от четата на струмишкия войвода на ВМРО Илия Трайков.